# Thiara kauaiensis
Thiara kauaiensis är en snäckart som beskrevs av William Harper Pease 1870. Thiara kauaiensis ingår i släktet Thiara och familjen kronsnäckor. IUCN kategoriserar arten globalt som otillräckligt studerad. Inga underarter finns listade i Catalogue of Life.